# Chloromyxum truttae
Chloromyxum truttae  (лат.) — вид слизистых споровиков из семейства Chloromyxidae. Споровики данного вида вызывают у форелей некоторых видов (форель радужная, форель ручьевая, голец американский) хлоромиксоз (желтуху) форелей. Обитают в желчных протоках печени и полости желчного пузыря рыб. Являются амебионтами, тельца небольшие (40—70 мкм), неправильной или округлой формы.
У рыб, заражённых данным видом споровиков, наблюдаются острое воспаление кишечника, ухудшение аппетита и похудение, экскременты рыб приобретают жёлто-бурый цвет. Болезнь продолжается несколько месяцев и приводит к гибели рыбы. Печень больной рыбы серовато-розовая, а желчный пузырь сильно увеличен и переполнен желто-красной желчью.